# Carlota de Hesse-Homburg
Carlota Dorotea Sofía de Hesse-Homburg (en alemán, Charlotte Dorothea Sophie von Hessen-Homburg; Kassel, 17 de junio de 1672-Weimar, 29 de agosto de 1738) fue una duquesa de Sajonia-Weimar por su matrimonio con el duque Juan Ernesto III de Sajonia-Weimar.

## Biografía
Nacida en Kassel, era la mayor de los doce hijos nacidos del segundo matrimonio del landgrave Federico II de Hesse-Homburg con Luisa Isabel Kettler, princesa de Curlandia y Semigalia.
En Kassel, el 4 de noviembre de 1694, Carlota contrajo matrimonio con el duque Juan Ernesto III de Sajonia-Weimar como su segunda esposa.
Después de la muerte de su marido en 1707, ella recibió como wittum (dote territorial) la ciudad de Hardisleben. Su residencia principal era el Palacio Amarillo (en alemán: Gelbe Schloss) en Weimar, que fue construido entre 1702-1704.
La tutela de su único hijo superviviente, Juan Ernesto, fue dada a su cuñado, Guillermo Ernesto. No obstante, Carlota se dedicó devotamente al cuidado de su hijo durante su enfermedad y muerte con 18 años, en 1715.
Carlota murió en Weimar a la edad de 66 años. Fue enterrada en el Fürstengruft, Weimar.

## Descendencia
Tuvo cuatro hijos:
1. Carlos Federico (Weimar, 31 de octubre de 1695-ibidem, 30 de marzo de 1696).
2. Juan Ernesto (Weimar, 25 de diciembre de 1696-Frankfurt, 1 de agosto de 1715).
3. María Luisa (Weimar, 18 de diciembre de 1697-ib., 29 de diciembre de 1704).
4. Cristiana Sofía (Weimar, 7 de abril de 1700-ib., 18 de febrero de 1701).